# 오야노정
오야노정(일본어: 大矢野町)은 일본 구마모토현 아마쿠사 제도 북부에 있던 정으로. 아마쿠사군에 속했다. 오야노섬, 유섬 등 크고 작은 18개의 섬으로 구성되어 있었다. 
2004년 3월 31일, 마쓰시마정, 히메도정, 류가타케정과 신설합병해 가미아마쿠사시가 되었다.

## 지리
구마모토현 아마쿠사 제도의 북부에 위치하며 5개의 유인도와 13개의 무인도로 구성되어 있다. 마을의 일부가 운젠 아마쿠사 국립공원으로 지정되어 있다. 북동쪽은 미스미섬에 놓인 텐몬교로 우토반도의 우토군 미스미정(현 우키시)과 연결되고, 남쪽은 만코세토에 놓인 오야노교로 구 마쓰시마정의 나가우라섬과 연결돼 '아마쿠사의 관문'으로 불렸다. 

## 역사
- 1954년 4월 1일 - 노보리타테정, 이와촌, 유시마촌, 가미촌, 나카촌이 합병해, 아마쿠사군 오야노정이 성립하였다.
- 2004년 3월 31일 - 마쓰시마정, 히메도정, 류가타케정과 합병해 가미아마쿠사시가 되었다.

## 교통

### 도로
- 국도 266호선

## 참고 문헌
- 角川日本地名大辞典編纂委員会, 『角川日本地名大辞典 43 熊本県』1987, 角川書店